# Scottish Cup 1973-1974
La Scottish Cup 1973-1974 è stata la 89ª edizione del torneo. Il Celtic hanno vinto il trofeo per la ventiseiesima volta nella loro storia.

## Formula
In ogni turno si giocavano gare di sola andata; in caso di parità si disputava un replay a campi inveriti; in caso di ulteriore parità si procedeva con i supplementari e i rigori.

## Partite

### Primo turno
Gare disputate nel dicembre del 1973; tre squadre partecipanti erano iscritte alla National League, le altre provenivano dalla Scottish Division Two 1973-1974.
| Squadra 1           | Risultato | Squadra 2            |
| ------------------- | --------- | -------------------- |
| 15 dicembre 1973    |           |                      |
| Berwick Rangers     | 0 – 0     | Albion Rovers        |
| Hamilton Academical | 0 – 0     | Alloa Athletic       |
| Lossiemouth         | 3 – 3     | Fraserburgh          |
| 17 dicembre 1973    |           |                      |
| Queen's Park        | 1 – 0     | Edinburgh University |
| 24 dicembre 1973    |           |                      |
| East Stirlingshire  | 0 – 0     | Clydebank            |

#### Replay
Gare disputate nel dicembre del 1973.
| Squadra 1        | Risultato | Squadra 2           |
| ---------------- | --------- | ------------------- |
| 17 dicembre 1973 |           |                     |
| Albion Rovers    | 2 – 0     | Berwick Rangers     |
| Fraserburgh      | 6 – 0     | Lossiemouth         |
| 19 dicembre 1973 |           |                     |
| Alloa Athletic   | 4 – 1     | Hamilton Academical |
| 25 dicembre 1973 |           |                     |
| Clydebank        | 1 – 0     | East Stirlingshire  |

### Secondo turno
Gare disputate il 5 gennaio 1974; oltre alle cinque squadre provenienti dal turno precedente, presero parte a questo turno sei ulteriori squadre di Nationale Leauge e sette nuovi club della Scottish Division Two.
| Squadra 1          | Risultato | Squadra 2               |
| ------------------ | --------- | ----------------------- |
| Brechin City       | 5 – 1     | Stenhousemuir           |
| Cowdenbeath        | 4 – 1     | Fraserburgh             |
| Ferranti Thistle   | 1 – 0     | Civil Service Strollers |
| Clachnacuddin      | 1 – 1     | Clydebank               |
| Queen of the South | 1 – 0     | Albion Rovers           |
| Queen's Park       | 6 – 1     | Hawick Royal Albert     |
| Ross County        | 1 – 2     | Forfar Athletic         |
| Stranraer          | 1 – 0     | Alloa Athletic          |

#### Replay
La partita si giocò il 12 gennaio 1974.
| Squadra 1 | Risultato | Squadra 2     |
| --------- | --------- | ------------- |
| Clydebank | 3 – 2     | Clachnacuddin |

### Terzo turno
Le partite furono giocate il 26 e il 27 gennaio 1974; al turno presero parte, oltre alle 8 qualificate del turno precedente, anche le rimanenti 6 squadre provenienti dalla Scottish Division Two 1973-1974, nonché tutte le 18 squadre della Scottish Division One 1973-1974.
| Squadra 1          | Risultato | Squadra 2                             |
| ------------------ | --------- | ------------------------------------- |
| 26 gennaio 1974    |           |                                       |
| Arbroath           | 1 – 0     | Dumbarton                             |
| Dundee Utd         | 4 – 1     | Template:Calcio Airdrieonians Airdrie |
| Hearts             | 3 – 1     | Template:Calcio Clyde Glasgow         |
| Hibernian          | 5 – 2     | Kilmarnock                            |
| Rangers            | 8 – 0     | Queen's Park                          |
| Stranraer          | 1 – 1     | St. Mirren                            |
| 26 gennaio 1974    |           |                                       |
| Aberdeen           | 0 – 2     | Dundee                                |
| Celtic             | 6 – 1     | Clydebank                             |
| Cowdenbeath        | 0 – 5     | Ayr Utd                               |
| Falkirk            | 2 – 2     | Dunfermline                           |
| Forfar Athletic    | 1 – 6     | St. Johnstone                         |
| Montrose           | 1 – 1     | Stirling Albion                       |
| Motherwell         | 2 – 0     | Brechin City                          |
| Partick Thistle    | 6 – 1     | Ferranti Thistle                      |
| Queen of the South | 1 – 0     | East Fife                             |
| Raith Rovers       | 2 – 2     | Morton                                |

#### Replay
Le partite furono disputate il 29 e il 30 gennaio 1974.
| Squadra 1       | Risultato   | Squadra 2    |
| --------------- | ----------- | ------------ |
| 29 gennaio 1974 |             |              |
| Dunfermline     | 1 – 0       | Falkirk      |
| Morton          | 0 – 0 (dts) | Raith Rovers |
| 30 gennaio 1974 |             |              |
| Stirling Albion | 3 – 1       | Montrose     |
| St. Mirren      | 1 – 1 (dts) | Stranraer    |

#### Secondo replay
Le partite furono disputate il 3 febbraio 1974.
| Squadra 1 | Risultato | Squadra 2    |
| --------- | --------- | ------------ |
| Morton    | 1 – 0     | Raith Rovers |
| Stranraer | 3 – 2     | St. Mirren   |

### Ottavi di finale
Gare disputate il 16 e il 17 febbraio 1974.
| Squadra 1        | Risultato | Squadra 2          |
| ---------------- | --------- | ------------------ |
| 16 febbraio 1974 |           |                    |
| Arbroath         | 1 – 3     | Motherwell         |
| Hearts           | 1 – 1     | Partick Thistle    |
| Stranraer        | 1 – 7     | Ayr Utd            |
| 17 febbraio 1974 |           |                    |
| Celtic           | 6 – 1     | Stirling Albion    |
| Dundee Utd       | 1 – 0     | Morton             |
| Dunfermline      | 1 – 0     | Queen of the South |
| Rangers          | 0 – 3     | Dundee             |
| St. Johnstone    | 1 – 3     | Hibernian          |

#### Replay
La partita si giocò il 19 febbraio 1974.
| Squadra 1       | Risultato | Squadra 2 |
| --------------- | --------- | --------- |
| Partick Thistle | 1 – 4     | Hearts    |

### Quarti di finale
Gare disputate il 9 e il 10 marzo 1974.
| Squadra 1     | Risultato | Squadra 2  |
| ------------- | --------- | ---------- |
| 9 marzo 1974  |           |            |
| Hearts        | 1 – 1     | Ayr Utd    |
| Hibernian     | 3 – 3     | Dundee     |
| 10 marzo 1974 |           |            |
| Celtic        | 2 – 2     | Motherwell |
| Dunfermline   | 1 – 1     | Dundee Utd |

#### Replay
Le partite si giocarono tra il 12 e il 18 marzo 1974.
| Squadra 1     | Risultato   | Squadra 2   |
| ------------- | ----------- | ----------- |
| 12 marzo 1974 |             |             |
| Dundee Utd    | 4 – 0       | Dunfermline |
| 13 marzo 1974 |             |             |
| Ayr Utd       | 1 – 2 (dts) | Hearts      |
| Motherwell    | 0 – 1       | Celtic      |
| 18 marzo 1974 |             |             |
| Dundee        | 3 – 0       | Hibernian   |

### Semifinali
Gare disputate il 3 e il 6 aprile 1974.
| Squadra 1     | Risultato | Squadra 2  |
| ------------- | --------- | ---------- |
| 3 aprile 1974 |           |            |
| Celtic        | 1 – 0     | Dundee     |
| 6 aprile 1974 |           |            |
| Hearts        | 1 – 1     | Dundee Utd |

#### Replay
Partita giocata il 9 aprile 1974.
| Squadra 1  | Risultato | Squadra 2 |
| ---------- | --------- | --------- |
| Dundee Utd | 4 – 2     | Hearts    |

### Finale
| Arbitro: | J.W. Paterson |

|                                           |           |  |
| Deans 89’ Harry Hood 20’ Steve Murray 24’ | Marcatori |  |